# Minami-ke
Minami-ke (みなみけ?  lit. La familia Minami) es una serie de manga creada por Koharu Sakuraba, también autor de Kyo no Gononi. Minami-ke fue serializado el 5 de noviembre de 2004 en la revista Young Magazine de Kōdansha. Se han publicados 15 volúmenes tankōbon.
El Manga fue adaptado a cuatro temporadas de Anime por tres estudios distintos: La primera temporada fue producida por Doumu y fue transmitida desde el 7 de octubre de 2007 hasta el 30 de diciembre. La segunda y la tercera temporada fueron producidas, a partir del 2008, por el estudio Asread, la segunda temporada, titulada Minami-ke: Okawari se emitió desde el 6 de enero de 2008 hasta el 30 de marzo, la tercera temporada, titulada Minami-ke: Okaeri, se emitió desde el 4 de enero del 2009 hasta el 29 de marzo. La cuarta fue producida, titulada Minami-ke: Tadaima", en 2013, por el estudio Feel y fue transmitida desde el 6 de enero de 2013 al 31 de marzo de 2013.
Hasta el 6 de agosto de 2013 se han lanzado tres episodios extras (OVA). El primero, "Minami-ke - Betsubara", se lanzó el 23 de junio de 2009, el segundo, "Minami-ke: Omatase", se lanzó el 5 de octubre de 2012, el tercero, "Minami-ke: Natsuyasumi", se lanzó el 6 de agosto de 2013. Los tres se lanzaron en ediciones especiales de los volúmenes 6, 10 y 11 del manga respectivamente.
Se anunció una quinta serie de anime en 2024.

## Argumento
Minami-ke cuenta la historia de tres hermanas, Hanuka, Kana y Chiaki, mientras desarrollan su vida diaria en el hogar y la escuela. Es una serie que muestra cómo estos personajes interactúan entre sí y con sus compañeros de clase.

Se describe así misma como: "La historia de chicas ordinarias y sus aventuras ordinarias contadas de una manera extraordinaria".[cita requerida]

## Personajes

### Familia Minami
Kana Minami (南 夏奈 Minami Kana?)
Seiyū: Marina Inoue
Kana es la hermana del medio y está en segundo año de secundaria. Kana es una chica vivaz y alegre que nunca piensa antes de actuar. Es una persona que a veces actúa o habla imprudentemente sin pensar, siendo muy distinta a Chiaki. Kana piensa que la vida es un reto: un ejemplo de ello es la carta de amor que le dejó Fujioka en su casillero. Kana no es muy buena estudiante, y piensa que si usa los anteojos de su amiga Keiko podrá actuar y hablar inteligentemente. Fujioka está enamorado de ella, pero ella cree que él quiere desafiarla, aunque se ha dado que a Kana también le gusta Fujioka, ya que en el capítulo 3 cuando se queda dormida ve a Fujioka se sonroja.
Haruka Minami (南 春香 Minami Haruka?)
Seiyū: Rina Satō
Haruka es la hermana mayor y está en segundo año de preparatoria. Ha cuidado de sus hermanas desde que era muy joven, hecho que ha causado malentendidos entre sus compañeros. Haruka es la más razonable y amable de las tres, pero en ocasiones se enfada con sus hermanas y se comporta de forma agresiva. La llamaban Banchō (líder de pandilla) durante sus días de estudiante en la escuela secundaria, cosa que ella odia y no quiere recordar.
Chiaki Minami (南 千秋 Minami Chiaki?)
Seiyū: Minori Chihara
Chiaki es la menor y la más joven de las hermanas Minami. Estudia en la escuela primaria, en la clase 5-2. Su aparente inteligencia analítica y madurez para la vida siendo tan pequeña no se comparan con las de Kana. Chiaki tiende a ignorar y a idiotizar el comportamiento expresado por Kana y Makoto, llamándoles "bakayarō". Chiaki tiende a estar muy tranquila e inmóvil cuando se trata de realizar actividades de grupo. Se pelea mucho con Kana, llegando a odiarla; pero en el fondo la quiere. Ve a Haruka como su modelo a seguir.
Takeru (タケル?)
Seiyū: Shintarō Asanuma
El primo de las tres hermanas Minami aunque al principio solo le decían Oji-san (persona adulta o mayor) hasta después de que Haruka hace una llamada se revela que en verdad es su primo. Él las visita ocasionalmente para ver que todo vaya bien y para darles el sostenimiento mensual. Takeru comete muchos disparates y por eso Kana cree que es patético.

### La otra Familia Minami
Tōma Minami (南 冬馬 Minami Tōma?)
Seiyū: Nana Mizuki
La única hija en la otra familia Minami. Ella es una chica que suele comportarse como un chico y está en la clase 5-1, Tōma, no tiene relación alguna con las hermanas Minami, aunque tengan el mismo apellido. Sin embargo, Chiaki la adoptó como un hermano menor (dado que piensa que es un chico, por su actitud y su forma de vestir) por esta razón. Tōma tiene tres hermanos mayores que saben muy poco de ella. Su actitud de chico es una posible influencia de sus hermanos.
Haruo Minami (南 ハルオ Minami Haruo?)
Seiyū: Shinji Kawada
Es el hermano mayor de la otra familia Minami. Por su forma de vestir se puede deducir que trabaja. Su nombre no fue revelado en las dos primeras temporadas.
Natsuki Minami (南 ナツキ Minami Natsuki?)
Seiyū: Hiroyuki Yoshino
Es el segundo hijo de la otra familia Minami y está en primer año de preparatoria. Solía ser un delincuente, pero lo dejó cuando Hosaka lo reclutó en el equipo de Voleyball. Fue vencido por Haruka cuando la conoció por primera vez, debido a un malentendido por tocarle los pechos. A pesar de eso, él no le tiene rencor y siempre que la ve, muestra signos de pena hacia ella.
Akira Minami (南 アキラ Minami Akira?)
Seiyū: Tatsuya Hayama
Es el tercer hijo de la otra familia Minami y está en primer año de secundaria. A él le agradan las chicas de cabello largo. En contraste, Fujioka lo detesta porque él asume que le gusta Kana.

### Estudiantes de Preparatoria
Maki (マキ?)
Seiyū: Reiko Takagi
Compañera de clase de Haruka. Ella es miembro del equipo de Voleyball. Ella protege a Haruka de Hosaka.
Atsuko (アツコ?)
Seiyū: Ryoko Ono
Compañero de clase de Haruka. También es miembro del equipo de Voleyball.
Hosaka (保坂?)
Seiyū: Daisuke Ono
Es estudiante de tercer año y capitán del equipo de Voleyball. Él ingresó para convertirse en el mánager del equipo. Tiene la tendencia de actuar alegremente y el mal hábito de fantasear con Haruka(sudando y abriendo su camisa) delante de la gente, haciendo que los que lo conocen lo reconozcan como un extraño, especialmente Maki.
Hayami (速水?)
Seiyū: Saeko Chiba
Estudiante de tercer año. Miembro del equipo de Voleyball. Ella tiene una expresión sonriente muy reconocida.
Hitomi (ヒトミ?)
Rubia compañera de Natsuki. Fue la segunda Banchō en secundaria.

### Estudiantes de Secundaria
Fujioka (藤岡?)
Seiyū: Tetsuya Kakihara
Compañero de clase de Kana. Está enamorado de Kana, pero Chiaki interpretó su carta de amor como si fuera una carta de desafío, Kana lo creyó así y le dio el sobrenombre de Banchō, que significa un líder de delincuentes juveniles. Le tiene rencor a Akira Minami porque le habla o se le acerca mucho a Kana siente celos.
Keiko (ケイコ?)
Seiyū: Saori Gotō
Amiga de Kana, una estudiante honorífica. Ella es a veces ignorada por Kana y Riko y siempre termina inmersa en sus tontas locuras. Kana a veces le pide las gafas para "actuar inteligentemente" y sacar mejores notas.
Riko (リコ?)
Seiyū: Ao Takahashi
Compañera de clase de Kana. Ella está enamorada de Fujioka y ve a Kana como su rival, pero se hace su amiga solo para estar cerca de Fujioka. Tiene la misma personalidad ruda de Kana y también suele molestar a Keiko.
Yū (ユウ?)
Seiyū: Momoko Ohara
Estudiante de tercer año. Ella es mayor que Kana. Alegremente lleva su sobrenombre de Banchō en la escuela. Yū ostenta ese título ante Fujioka cuando intencionalmente pierde un duelo de "Piedra, papel y tijera" con él.
Hiroko (ヒロコ?)
Seiyū: Saeko Chiba
Estudiante de tercer año y compañera de Yū. Ella es la mejor amiga de Yū y posiblemente también está enamorada de ella.

### Estudiantes de Primaria
Makoto (マコト?)
Seiyū: Rika Morinaga
Compañero de clase de Chiaki. Lleva el sobrenombre de "Chico estúpido" por la impresión que se llevaron sus otros compañeros de él. Para poder entrar a la casa de las hermanas Minami, se disfraza de mujer y Kana le da el nombre de Mako-chan. Sólo Kana, Tōma y Uchida saben de este hábito. Se enamora de Haruka y decide ayudarla en todo lo que puede, despertando celos en Chiaki (Razón por la que él se vea obligado a vestirse de mujer).
Yoshino (吉野?)
Seiyū: Aki Toyosaki
Compañero de clase de Chiaki, posiblemente también sabe acerca de que "Mako-chan" es Makoto.
Shūichi (シュウイチ?)
Seiyū: Momoko Ohara
Compañero de clase de Chiaki. Lleva el sobrenombre de "Yogur sin sabor" por Chiaki por el simple hecho de no tener cualidades que lo destaquen.
Yuka Uchida (内田 ユカ?)
Seiyū:Eri Kitamura
Ella está en la clase 5-1 y es amiga de Chiaki. No es muy lista, es muy impulsiva, le falta mucho sentido común y es reclutada frecuentemente por Kana para sus tontas locuras.
Fuyuki (フユキ?)
Seiyū: Miho Saiki
Compañero de clase de Chiaki. Es vecino de las hermanas Minami y es estudiante de transferencia. Su inhabilidad para rechazar favores o pedidos destaca su extistencia. Debido a su comportamiento, se le pide que haga tareas que estén fuera de su alcance. Sólo aparece en Okawari.

## Medios de difusión

### Manga
El manga escrito e ilustrado por Koharu Sakuraba, inició su serialización en la revista Young Magazine de Kōdansha desde principios de 2004 y se han publicados 23 volúmenes tankōbon hasta octubre de 2022.

#### Lista de volúmenes
| #  | ISBN               | Fecha de publicación    | Notas |
| -- | ------------------ | ----------------------- | --- |
| 01 | 978-4-06-361286-8  | 5 de noviembre de 2004  | |
| 02 | 978-4-06-361377-3  | 4 de noviembre de 2005  | |
| .  | 978-4-06-362048-1  | 4 de noviembre de 2005  | Edición limitada                                                                                          |
| 03 | 978-4-06-361484-8  | 6 de noviembre de 2006  | |
| .  | 978-4-06-362069-6  | 6 de noviembre de 2006  | Edición limitada                                                                                          |
| 04 | 978-4-06-361593-7  | 6 de septiembre de 2007 | |
| 05 | 978-4-06-361653-8  | 17 de marzo de 2008     | |
| .  | 978-4-06-362108-2  | 17 de marzo de 2008     | Edición limitada                                                                                          |
| 06 | 978-4-06-361795-5  | 23 de junio de 2009     | |
| .  | 978-4-06-937297-1  | 23 de junio de 2009     | Edición limitada, con OVA incluida.                                                                       |
| 07 | 978-4-06-361901-0  | 6 de julio de 2010      | |
| .  | 978-4-06-362164-8  | 6 de julio de 2010      | Edición limitada, con figuras incluidas                                                                   |
| 08 | 978-4-06-362164-8  | 4 de marzo de 2011      | |
| .  | 978-4-06-358343-4  | 4 de marzo de 2011      | Edición limitada, con CD Drama incluido.                                                                  |
| 09 | 978-4-06-382097-3v | 4 de noviembre de 2011  | |
| .  | 978-4-06-358363-2  | 4 de noviembre de 2011  | Edición limitada, con CD Drama, CD Personajes y Calendario incluidos.                                     |
| 10 | 978-4-06-382225-0  | 5 de octubre de 2012    | |
| .  | 978-4-06-358406-6  | 5 de octubre de 2012    | Edición limitada, con OVA incluida                                                                        |
| 11 | 978-4-06-382337-0  | 6 de agosto de 2013     | |
| .  | 978-4-06-358457-8  | 6 de agosto de 2013     | Edición limitada, con OVA incluida                                                                        |
| 12 | 978-4-06-382508-4  | 6 de agosto de 2014     | |
| .  | 978-4-06-358710-4  | 6 de agosto de 2014     | edición limitada 10.º aniversario, incluye figura de las tres hermanas. Y un marcó con una tarjeta posta. |
| 13 | 978-4-06-382607-4  | 1 de mayo de 2015       | |
| .  | 978-4-06-358776-0  | 1 de mayo de 2015       | Edición limitada. Incluye DVD grabado en el " Festival Minami-ke" por el décimo Aniversario.              |
| 14 | 978-4-06-382744-6  | 4 de marzo de 2016      | |
| 15 | 978-4-06-382830-6  | 5 de agosto de 2016     | |
| .  | 978-4-06-358823-1  | 3 de agosto de 2016     | |
| 16 | 978-4-06-382978-5  | 6 de junio de 2017      | |
| 17 | 978-4-06-511644-9  | 6 de junio de 2018      | |

### Anime
El Anime de Minami-ke cuenta con cuatro temporadas, y tres OVAs, siendo animada por tres estudios distintos.

La primera temporada fue producida por Doumu, bajo el título original de Minami-ke, siendo transmitida por primera vez en TV Tokyo[cita requerida] del 7 de octubre al 30 de diciembre del 2007.

La segunda y tercera temporada fueron producidas por Asread[cita requerida] bajo los títulos de Minami-ke: Okawari y Minami-ke: Okaeri respectivamente. Ambas fueron transmitidas por TV Tokyo. La segunda temporada se trasmitió del 6 de enero al 30 de marzo del 2008 y la tercera temporada se trasmitió del 4 de enero al 29 de marzo del 2009.

La cuarta temporada fue producida por Feel, bajo el título Minami-ke: Tadaima, siendo transmitida por TV Tokyo[cita requerida] del 6 de enero al 31 de marzo del 2013.
La segunda temporada presenta nuevos diseños de algunos personajes y utiliza una paleta de colores diferente.En la tercera temporada la mayoría de los personajes vuelven a los primeros diseños.
Existen tres OVAs. La primera Minami-ke: Betsubara producida por Asread y lanzada el 23 de junio de 2009. La segunda y tercera, Minami-ke: Omatase lanzada el 5 de octubre de 2012 y Minami-ke: Natsuyasumi lanzada el 6 de agosto de 2013, respectivamente, ambas producidas por Feel.
Se anunció una quinta temporada del anime durante el evento "Mixa Animation Diary 'Minami-ke' 20th Anniversary Tanabata Festival" el 7 de julio de 2024.

#### Temas Musicales
Canciones de apertura (opening) y cierre (ending) del anime, y OVAs, de Minami-ke

##### Minami-ke
- Opening: "Keikenchi Jōshōchū☆" (経験値上昇中☆) [La subida del valor de la experiencia☆]
  - Interpretado por: Rina Satō, Marina Inoue y Minori Chihara

- Ending: "Colorful Days" (カラフルDAYS, Karafuru Days) [Días coloridos]
  - Interpretado por: Rina Satō, Marina Inoue y Minori Chihara

##### Minami-ke: Okawari
- Opening: "Kokoro no Tsubasa" (ココロノツバサ)
  - Interpretado por: Rina Satō, Marina Inoue y Minori Chihara

- Ending: "Sono Koe ga Kikitakute" (その声が聴きたくて) [lit. Quería oír su voz]
  - Interpretado por: Rina Satō, Marina Inoue y Minori Chihara

##### Minami-ke: Okaeri
- Opening: "Keikenchi Soku Jōjō↑↑" (経験値速上々↑↑)
  - Interpretado por: Rina Satō, Marina Inoue y Minori Chihara

- Ending: "Zettai Colorful Sengen" (絶対カラフル宣言)
  - Interpretado por: Rina Satō, Marina Inoue y Minori Chihara

##### Minami-ke: Betsubara (OVA)
- Opening: "Shunkashuutou Fesutibaru♪" (春夏秋冬フェスティバル♪) [Cuatro estaciones... Festival♪]
  - Interpretado por: Rina Satō, Marina Inoue y Minori Chihara

- Ending: "Arigatou Sankyu" (ありがとうサンキュ) [Gracias, gracias.]
  - Interpretado por: Rina Satō, Marina Inoue y Minori Chihara

##### Minami-ke: Omatase (OVA)
- Opening: "Shunkashuutou Fesutibaru♪" (春夏秋冬フェスティバル♪) [Cuatro estaciones... Festival♪]
  - Interpretado por: Rina Satō, Marina Inoue y Minori Chihara

- Ending: "Arigatou Sankyu" (ありがとうサンキュ) [Gracias, gracias.]
  - Interpretado por: Rina Satō, Marina Inoue y Minori Chihara

##### Minami-ke: Tadaima
- Opening: "Shiawase High Tension↑↑" (シアワセ☆ハイテンション↑↑)
  - Interpretado por: Rina Satō, Marina Inoue y Minori Chihara

- Ending: "Kyūsekkin Lucky Days" (急接近ラッキーDAYS)
  - Interpretado por: Rina Satō, Marina Inoue y Minori Chihara

##### Minami-ke: Natsuyasumi (OVA)
- Opening: Sin opening

- Ending: "Sanshimai Days ~Takaramono~" (三姉妹DAYS～たからもの～) [Días de tres hermanas ～tesoro～]
  - Interpretado por: Rina Satō, Marina Inoue y Minori Chihara

### CD Drama
La producción de los dos CD Drama de Minami-ke estuvo a cargo de la discográfica King Records, la cual, lanzó el primer volumen el 27 de marzo de 2013. Y el segundo volumen el 22 de mayo de 2013.